# Gorgias (dialog)
Gorgias (Oldgræsk Γοργίας Gorgías) er en dialog skrevet af filosoffen Platon. Den er et af hans længste værker. Den er en fiktiv, literært formet samtale. Platons lærer Sokrates diskuterer med den berømte retoriker Gorgias, dennes elev Polos og den rige athener Kallikles.
Efter et foredrag beder Gorgias om spørgsmål fra tilhørerne. Sokrates udnytter lejligheden til at tale med ham. I dialogens første fase debatterer Sokrates med skiftevis Gorgias og Polos. Bagefter overtager Kallikles, der ser sig udfordret af Sokrates holdning, rollen som Sokrates' modspiller.
Temaet er i første omgang spørgsmålet: Hvad er meningen og formålet med Gorgias' mesterligt udførte talekunst. Det viser sig, at dens mål er at overtale tilhøreren med smiger. Den skal give taleren sejren i juridiske eller politiske stridigheder. Den skal gavne talekunsten. Sokrates bestrider, at den antikke retorik kan gøre det; han mener, at taleren kun bilder sig det ind. For at afgøre det, må man afklare, hvad det gode og ønskværdige er. Her vender diskussionen sig mod hovedtemaet, spørgsmålet om den bedste levevis. Her står opfattelserne stejlt mod hinanden. For Kallikles er det gode lysten, som man skal tilstræbe med alle midler; etik og juridiske overvejelser er irrelevant.
Sokrates' opfattelse er, at det er bedre at lide uret end at gøre uret, da at gøre uret, tilføjer ens sjæl den største skade. Som han ser det beror det gode og det dydige (arete) på den rigtige, naturlige orden: at mennesket skal bevare sin egen sjæl - også i samfundet. Den sjælelige orden kræver, at det kaotiske begær underkastes fornuften. Den, der behersker sig selv, er dydig, handler rigtigt og har et lykkeligt liv. Han har nået tilstanden eudaimonia, lykke. Hertil er filosofisk indsigt nødvendig, ikke retorik.
Dialogen ender ikke med enighed; hverken Sokrates eller hans samtalepartnere, kan overbevise modparten. De giver enkelte tilståelser, men i de store og hele beholder alle deres mening.

## Sted, tid og deltagere
Debatten foregår i Athen i Kallikles' hus. En endegyldig datering af dialogen er umulig, da kronologien er forvirrende. Platon har ikke nået realisme mht. tidspunktet. En bemærkning tyder på 405 f. Kr., men andet tyder på tidligere tid. Det nævnes, at i Makedonien har kong Arkelaos I kun regeret i kort tid. Han kom til magten tidligst 413 f. Kr..
På den anden side nævnes Perikles som død kort forinden. Dialogen foregår under den Peloponnesiske Krig. Anakronismer er tydeligvis tilsigtede: de skal minde læseren om at værket er en fiktion.
Sokrates samtalepartnere er Gorgias, Polos, Kallikles og Kairefon . Gorgias, Polos og Kairefon er historiske personer. At Kallikles er en virkelig person, er tidligere ofte betvivlet, men er i dag sandsynlig. Gorgias og Polos stammede fra den græsk kolonialiserede del af Sicilien. Gorgias hjemby var Leontinoi, det nutidige Lentini. Polos' var Akragas, det nuværende Agrigent. Gorgias, en populær taler og underviser i retorik, kom 427 f. Kr. til Athen. Der skabte han stort røre med sin talefærdighed, og han blev stilskabende. Han omtales som en af sofisterne. De var omvandrende undervisere, der mod betaling underviste unge i, hvad de mente var nyttig viden. I forskningen er det omstridt om Gorgias kan kaldes sofist. Hans elev og ledsager Polos beskrives af Platon som ung og uerfaren, til trods for at han har skrevet en lærebog i retorik. Lærebogen fandtes i virkeligheden, Aristoteles har citeret den. Kallikkes, Gorgias' vært, var en ung aristokratisk athener af fornem afstamning med politiske ambitioner. Iflg. Platons beskrivelse var han dannet, værdsatte talekunsten og var koptetent i filosofisk diskurs; som nøgtern pragmatiker og magttekniker foragtede han både filosofferne og sofisterne, for han så dem som unyttige snakkehoveder. Kairefon var jævnaldrende med Sokrates, hans ven og elev og begejstret for hans filosofi.
Der er betragtelige forskel mellem Platons fiktive Gorgias' meninger og den historiske Gorgias. I dialogen lader Platon Gorgias, der allerede er i en fremskreden alder, beredvilligt deltage i den for ham fremmede filosofiske diskursmetode. Det viser sig, at han ikke magter den. Hans unge, hidsige, elev Polos, der trods sin uerfarenhed er villig til at debattere med Sokrates for at aflaste den udmattede Gorgias. Han og hans lærer optræder med udpræget selvsikkerhed, der er karakteristisk for mange deltagere i Platons dialoger - især sofisterne - og som kan virke arrogant. Denne holdning kontrasteres med Sokrates tilsyneladende beskedne stil, der synes fordomsfri og lærevillig, men som ikke skjuler hans ringeagt for retorik og sofistik. Kallikles holder sig først tilbage, men griber så energisk ind og viser sig at være den hårdeste og mest konsekvente modstander af den sokratiske etik. Platons Kallikles er politisk set ambivalent; på den ene side foragter han de svages ideer om moral og forfægter de stærkes uindskrænkede ret. Det tyder på et oligarkisk eller tyrannisk sindelag. På den anden side accepterer han det demokratiske system og vil gøre karriere i det og tilpasser sig flertallets meninger. Kairefon er en biperson, der ikke deltager i den filosofiske diskussion.